# Five Nights at Freddy’s
A Five Nights at Freddy’s független fejlesztésű horrorjáték, melynek tervezője és készítője Scott Cawthon. A játék egy Freddy Fazbear’s Pizzeria nevű étteremben játszódik az 1970-es évektől a 2040-es évekig, ahol a játékos a biztonsági őr. A játék célja, hogy a játékos túlélje reggel 6 óráig, mikor is a robotok visszatérnek a helyükre és az őr szolgálati ideje véget ér. Ez idő alatt 5 animatronic támadja a játékost, abban a hitben, hogy ő Purple Guy (William Afton). A robotokat megszálló gyermek lelkek célja bosszút állni a gyilkosukon, és végezni vele.

## A történet
A játék sorrendje, nem egyenlő a kiadás sorrendjével, pedig sokan azt gondolják. Az igazi sorrend: 
Five Nights at Freddy's 4, 
Five Nights at Freddy's 2, 
Five Nights at Freddy's 1, Five Nights at Freddy's Sister Location
Five Nights at Freddy's 3,
Freddy's Pizzeria Simulator, Ultimate Custom Night.
A két főszereplő Henry Emily és William Afton, William-nek három, Henry-nek egy gyereke van. William gyerekei: Micheal Afton, Elizabeth Afton, harmadik gyereke neve nincs megerősítve de lehetséges, hogy Evan Afton.
A történet a Fredbear's Family Diner-ben kezdődik, valamikor 1983 előtt . Az étteremben kettő animatronic volt:
Fredbear, és Spring Bonnie. Az őrökön és a két tulajdonoson kívül még pár ember tartózkodott az étteremben, ahol gyermekek szaladgáltak, kivéve egyet, Evan-t. Csak ült és nézte a robotokat. Bátyja, és a három barátja kitalálták, hogy bele dugják fredbear szájába azzal az indokkal, hogy nagy puszit ad. A robot szája összecsukódott, összeroppantva a koponyáját. Az apját, William-t nagyon megviselte fia halála. Williamat annyira megviselte a fia halála, hogy titokban megölt összesen 6 gyereket (ezek közt Charlotte-ot is, Henry lányát) Henry-t nagyon megviselte a lánya halála és sejtette, hogy William áll a dolog mögött. Így kirúgta a bizniszből és az étterem nem sokkal később bezárt, de nem sokkal később, egy új éttermet nyitott William: Circus Baby's Pizza World. A robotokat maga William tervezte és építette azért, hogy gyerekeket öljön velük. Az étteremben 4 robot volt:
Circus Baby, 
Ballora, 
Funtime Foxy, és 
Funtime Freddy. Az éttermet egy nappal a nyitás után  bezárják, ahogy Circus Baby meséli a harmadik éjszaka során miután elkapja Elizabeth Afton-t (feltehetően ezt akarták eltusolni azzal, hogy egy gázszivárgásra fogták a hirtelen bezárását az éttermnek ).
A Fnaf Sister Location játék egy földalatti raktárban játszódik ahova a Circus Baby's Pizza World bezárása után vitték a robotokat.
William mindig mondta Elizabethnek, hogy ne menjen Baby közelébe. Elizabeth viszont egyszer odament, hogy fagyit kérjen tőle, de mivel egyedül volt a szobában Baby hirtelen elkapta és behúzta magába egy karral, amely összeroppantotta. Afton a testeit a meggyilkolt gyerekeknek a robotokba rakta, akiknek a lelkei ki akarnak jutni. 
A 4. Éjszakán Ballorát beviszik a Scooping Roomba, majd az összes robotnak (kivéve Baby) kiveszik a belső csontvázát. 
Az 5. Éjszakán Baby megépíti Ennardot ( akinek a neve a Belsőség [Innard] szóból ered) a saját csontvázából (endoskeleton) és az összes többi robot részeivel, hogy el tudjanak menekülni a földalatti raktárból. Az éjjeliőr akivel vagyunk, Michael Afton, Baby bevezeti a Scooping Roomba, és ott kikaparták a szerveit. Ennard belemászik, de mivel a scooping során Michael testébe jutott remnant (emberi lelkek össze olvasztva fémmel) ezért a belső szervei nélkül is képes tovább élni. Csak elkezd a bőre lilává válni és rohadni.
Ezután Henry épít egy éttermet, ahová pár korábban készült, viszont nem használt robotokat berakják a raktárba, egyébként ezek feltehetően még a Fredbear’s family dinnerben készültek, de nem lettek felhasználva(Withered animatronikok). Ez lesz a Fnaf 2 étterem. Itt vannak a Toy animatronicok, továbbfejlesztettek mint a korábbiak. Ezek egy adatbázishoz vannak hozzákötve, hogy felismerjenek minden felnőttet, aki belép a pizzériába éjfél után. (főképpen William Afton ellen volt ez a mechanizmus beléjük építve). Fnaf 2 után, mivel nem sikerült elkapniuk William-t, megszabadultak a robotoktól.
```
Az új étteremhez a Withered robotokat használják fel, felújítva (pl: új külsőt kaptak). A bennük lévő lelkeknek sikerül a gyilkosukat a raktárba kergetniük, de ott van Spring Bonnie, egy springlock ruha, amit William felvesz, de a springlockok a helyükre pattannak ezzel megölve William-t. A lelkek nem szabadulnak fel, mivel nem úgy ölték meg a gyilkosukat, ahogy akarták.
```

Egy csoport ember megtalálja William testét, és fel akarják használni a Fazbear Frights nevű horror attrakcióban aminek ezt az egész történetet kéne elmesélnie. Bekerül az épületbe és 32 év múlva felébred a Spring Bonnie jelmezben, Springtrap néven. A robotok Phantom-robotokként vannak a Fnaf 3-as épületben, és nem ismerik fel gyilkosukat, ezért segítenek neki. Itt felmerül egy kérdés: ki az éjjeliőr Fnaf 3-ban? Michael az éjjeli őr. Az étterem leég, hivatalosan egy elektromos tűz miatt . A tűz után Springtrap-t találják meg, és Fredbear lila sapkáját. Sprintrap túlélte a tüzet (aki a fnaf 6-ban benne lesz “Burntrap néven) a phantomok meg elégtek.
Aztán miután Michael kihányta Ennardot, Ennard talált egy pár animatronic-ból részeket. Azokkal jött létre Molten Freddy, aki funtime freddynek a leroncsolódott változata lesz.. Lefty, egy fekete Freddy változat, aki egy céllal lett építve, hogy elkapja a Puppet-t, megjelenik Fnaf 6-ban. Itt jelennek meg a Rockstar robotok mint az eredeti robotok új verziói. Az egész Fnaf 6 étterem egy terv volt arra, hogy az összes robot egy helyen legyen amikor Henry leégeti az éttermet, hogy az összes lelket felszabadítsák. Lefty sikeresen elkapta a Puppet-t, amiben Charlotte lelke volt. Amikor Henry leégette az éttermet minden robot benn égett, egy maradt életben, Springtrap.
Nem tiszta, hogy hogyan, de ez után William a saját poklára kerül ahol az összes robot rémisztgeti. Egy lélek húzogatja a szálakat, akit csak a "The one you should not have killed" néven emlegetnek (neve annyit jelent, hogy "Akit nem kellett volna megölnöd") , lehetséges, hogy ő a Golden Freddy-ben lévő lélek.
Nem sokkal később nyílt egy pláza ami a “Freddy Fazbear’s mega pizzaplex” névre hallgat. Ezt is Henry építette. Itt is vannak animatronikok:
Roxanne Wolf(Roxy), Glamrock Freddy, Glamrock Chica, Monty(egy krokodil). Egy játszóházban pedig Sun és Moon.
Itt egy Gregory nevű kisfiúval kell lennünk és (Glamrock)Freddy a segítőnk. Az egész annyi hogy bent ragadtunk éjszakára a plázában és onnan kell kijutnunk. A játék DLC-jében egy Cassie nevű kislánnyal kell lennünk akivel Gregory-t kell megkeresnünk az azóta leégett plázában.

## A játék
A játékos egy irodában ül, és éjféltől 6 óráig kell életben maradnia (ez körülbelül 7 perc és 16 másodperc valós időben; 4 perc és 30 másodperc a mobiltelefonos és tabletes kiadásban). A játék folyamán egy medve- (Freddy Fazbear), egy nyúl- (Bonnie), egy csirke- (Chica) és egy róka (Foxy) ellen kell túlélnie. (Az ötödik robot, Golden Freddy, egy ritka Easter egg). Ezt úgy tudja megtenni, hogy biztonsági kamerákon át figyeli a robotokat, a villanyokat kapcsolgatva ellenőrizi az ajtók melletti területeket, és lezárja a két vasajtót, ha szükséges. Azonban a kamerák, lámpák és ajtók áramot fogyasztanak, amiből korlátolt mennyiség áll a játékos rendelkezésére, így az ajtók nem lehetnek egész éjszaka bezárva. Ha elfogy az áram, a játékos veszít, kivéve, ha elég közel van a reggel 6 órához. A játékban összesen 7 éjszaka van, öt hivatalos, és két bónusz-éjszaka.
Az ötödik éjszaka végigjátszása után elérhetővé válik egy nehezebb, a hatodik, illetve ezután egy testre szabható éjszaka, melyben a játékos maga állíthatja be a nehézségi szintet robotonként (1-20). Ha a számsorrendet 1 9 8 7-re állítjuk, megtámad Golden Freddy.
Minden játékba új vagy más animatronikok kerülnek és minden játék új dolgokat add hozzá az előző játékhoz vagy vesz el.

## A játék főszereplői
- Freddy Fazbear: a pizzéria kabalája és a robotok vezetője. Ő egy nagy medve, mikrofonnal a kezében. Mind a hat játékban szerepel valamilyen formában. Ha van áramod, jobbról támad, ha elfogyott az áramod, akkor balról támad.
- Bonnie, a nyúl: a pizzéria bandájának gitárosa, kék-szürke, a 2. részben pedig lila-kék színű, nevével ellentétben nem lány. Mindig balról támad.
- Chica, a csirke: az étterem pincére. Van egy kabala-muffinja, ami az első játék irodájában megtalálható. Sárga színű. Mindig jobbról támad.
- Foxy, a kalózróka: neki külön színpada van, a Kalóz-öböl. Ő az egyetlen robot, akit mozogni látunk a kamerákon. Piros színű. Mindig balról támad.
- Golden Freddy: Az étterem régi főkabalája, egy ritkán megjelenő easter egg. Akkor jön elő, amikor látunk egy posztert az arcáról. Úgy tudjuk kivédeni, ha belenézünk a kamerába.
- William Afton: a gyerekek gyilkosa.
- Phone Guy: Telefonon keresztül magyarázza el nekünk, hogy mire számíthatunk és, hogy mit kell tennünk, hogy túléljük a robotok támadását. Az egyetlen karakter az első három játékban, aki beszél. Maga a játék készítője, Scott Cawthon a szinkronhangja.
- Purple Guy: William Afton. Az újságokban megjelent az a cikk, hogy meghalt 5 gyerek. Nos ez az ő műve.
- Elizabeth Afton//Circus Baby: Sister Location-ban találhatjuk meg. Michael lánytestvére.
- Ennard: A Funtime robotokból összerakott robot aki a scooping room-ban kikaparta Michael belsőségeit.
- Springtrap: Más néven William Afton (a történetben olvasható).